# Tama Kijohara
Tama Kijohara (japonsky 清原玉, Kijohara Tama; také známá jako Otama Kijohara, později známá jako Eleonora Ragusa (エレオノーラ・ラグーザ); 17. července 1861 Edo – 6. dubna 1939 Tokio) byla japonská malířka, která většinu svého života prožila v sicilském Palermu.

## Životopis
Její rodné jméno bylo Tajo Kijohara. Narodila se jako druhá dcera Einosukeho Kijohary, správce chrámu Zódžódži v Minato v Tokiu. Ještě před nástupem do základní školy začala studovat malbu u japonského mistra. Když jí bylo 17 let, seznámila se s italských sochařem Vincenzem Ragusou, který v japonsku působil jako hostující profesor sochařství. Tama se stala Ragusovou žačkou a stála mu jako modelka. Její život se zásadně proměnil v roce 1882, když se Ragusa rozhodl vrátit se po šesti letech v Japonsku domů, aby založil umělecko-řemeslnou školu. Pozval své přátele Hidenosukeho Kijoharu, jeho ženu Čijo a její sestru Tamu, aby odjeli s ním a učili na jeho škole.
V Palermu Ragusa otevřel školu Scuola Superiore d'Arte Applicata. Hidenosuke a jeho žena Čijo měli v Itálii představit techniky japonského laku. Přestože se škola těšila velké popularitě a později se stala státní školou, kvůli obtížnému získávání potřebných materiálů musel být kurz japonské lakové techniky zrušen a manželé vrátili zpět do Japonska. Tama v Palermu zůstala, aby pokračovala ve své kariéře a po pěti letech se provdala za Ragusu. Také přijala italské jméno Eleonora.
Tama nadále působila v umělecké sféře a byla jmenována zástupkyní ředitele umělecké školy. V Itálii byla její práce obdivována, zejména její akvarely, zátiší s květinami, ale i figurativní motivy a krajiny. Získala mnohá ocenění na výstavách v Kasinu krásných umění v Palermu. Vynikala také ve vyšívání. Za své práce získala zlatou medaili na výstavě v Římě.
Její manžel zemřel v roce 1927, kdy bylo Tamě 63 let. O jejím životě vyšel novelizovaný příběh na pokračování v ósackých novinách Mainiči Šinbun a tokijských Ničiniči Šinbun, čím se proslavila ve své domovině. V této době, již skoro neuměla japonsky, ale i tak se v roce 1933 rozhodla pro návrat. Po návratu do Japonska si vybudovala ateliér v domově svých rodičů v Tokiu, kde pořádala malířské kurzy a vyučovala italštinu.
Zemřela v roce 1939. Je pochována v rodinném chrámu Čógendži. Většina jejích děl, která se nacházela v Japonsku byla zničena během 2. světové války, zatímco díla, která zanechala v Itálii se stále nachází v různých soukromých sbírkách.
Podle jejího přání je polovina jejích ostatků uložena v Japonsku a druhá polovina v Palermu vedle hrobu jejího manžela.

## V kultuře
Tama Kijohara se objevuje v románu The Death of Noah Glass z roku 2018 od australské autorky Gail Jones, v němž je titulní postava obviněna z účasti na krádeži a pašování sochy Eleonory od Vincenza Ragusy.